# Aleksandr Berko
Pour les articles homonymes, voir Berko.
 (mars 2011).
Aleksandr Gueorguievitch Berko (en russe : Александр Георгиевич Берко) est un aviateur soviétique, né en 1910 et décédé le 6 septembre 1943. Pilote de chasse et As de la Seconde Guerre mondiale, il fut distingué en recevant trois fois l'ordre du Drapeau rouge.

## Biographie
Capitaine (kapitan) au 20e régiment de chasse aérienne (20.IAP), il participa aux combats du Front de l'Est, dès le premier jour de l'invasion allemande de l'Union soviétique, le 22 juin 1941. 
À la fin de l'année 1941, bien que lui-même ait été abattu une fois, il avait obtenu 3 victoires homologuées. En 1942, il fut muté au 42e régiment de chasse aérienne (42.IAP) et fut abattu une deuxième fois au cours d'un combat aérien ; il s'en sortit encore indemne. En 1943, après avoir été promu commandant (major), il reçut le commandement du 744e régiment de chasse aérienne (744.IAP), dépendant alors du front de Kalinine. Le 6 septembre 1943, abattu une troisième fois, il trouva la mort, au-dessus du village de Falissy (Фалисы), dans l'oblast de Smolensk.

## Palmarès et décorations

### Palmarès
Aleksandr Berko est crédité de 29 victoires homologuées, dont 13 individuelles et 16 en coopération, obtenues au cours de 200 missions de guerre.

### Décorations
Il fut décoré par trois fois de l'ordre du Drapeau rouge.